# Ordine del Trono imperiale
L'Ordine del Trono imperiale era un ordine cavalleresco dell'Impero cinese.

## Storia
L'Ordine del Trono imperiale venne creato il 20 marzo 1911 dal principe reggente Chun in nome del figlio, l'Imperatore Pu Yi, all'epoca minorenne.
Esso venne creato in un'unica classe e destinato ai sovrani regnanti stranieri in segno di amicizia.